# Lakatos Róbert (brácsaművész)
Lakatos Róbert (Vágsellye, 1973. november 23. –) brácsaművész.

## Élete
1980-1987 között a vágsellyei alapiskolába, majd 1987-1990 között a Vágsellyei Szlovák Tannyelvű Gimnáziumba járt.
1990-1996 között a pozsonyi konzervatóriumban, majd 1997-2002 között a pozsonyi Zeneművészeti Főiskola (VŠMU) brácsa szakán végzett.
A klasszikus zene mellett magyar népzenével is foglalkozik. Több hazai néptáncegyüttesnek is zenélt, szerkesztett a műsorszámokhoz zenét. 1997–2004 között a Szlovák Filharmónia tagja. 2001-től egy évig az Ifjú Szívek Magyar Táncegyüttes zenei vezetője volt. 2005-ben megalapította a Lakatos Róbert és a RÉV zenekart.
A Luxemburgi Európai Szólisták zenekarának tagja. Nevéhez fűződik a Rendhagyó Prímástalálkozó zenei együttes létrehozása. 2011-től a Kassai Thália Színház zenei vezetője.
Fáradhatatlanul munkálkodik különböző zenei stílusok közelítése érdekében. Ennek szellemében hívta életre a Rendhagyó prímástalálkozót és alakította meg az Esszencia zenekart.
Első felesége Korpás Éva énekesnő, második partnere Rák Viktória színésznő.
2019-től a révkomáromi Városi Művelődési Központ igazgatója.

## Elismerései
- 2011 Fonogram díj (Rendhagyó prímástalálkozó)
- 2012 Harmónia díj

## Színházi munkái
Zeneszerzőként dolgozott a Békéscsabai Jókai Színháznak, a Kassai Állami Színháznak, a Pozsonyi Nemzeti Színháznak, a turócszentmártoni Szlovák Kamaraszínháznak, a Sľuk Szlovák Állami Népi Együttesnek és a Csík zenekarnak.